# Jonathan Lundqvist
Jonathan Lundqvist är en svensk journalist som sedan 2013  fram till 2019 varit ordförande i Reportrar utan gränser.
Redan innan ordförandeskapet i Reportrar utan gränser deltog Lundqvist i debatten om frågor som rör Internetfrihet och yttrandefrihet.